# Isola Grant
L'isola Grant è un'isola rocciosa della Terra di Marie Byrd, in Antartide. L'isola, la cui costa meridionale è completamente circondata dai ghiacci della piattaforma glaciale Getz e raggiunge la massima altitudine di 510 m s.l.m. presso la vetta del monte Obiglio, si trova davanti alla costa di Hobbs, circa 8 km a est dell'isola Shepard, dove si estende per circa 35 km in direzione est-ovest e per circa 25 km al massimo in direzione nord-sud.

## Storia
L'isola Grant è stata avvistata per la prima volta il 5 febbraio 1962 dallo USS Glacier. In seguito, essa è stata mappata dallo United States Geological Survey grazie a ricognizioni terrestri dello stesso USGS e a fotografie aeree scattate dalla marina militare statunitense nel periodo 1959-66, e quindi battezzata con il suo attuale nome dal Comitato consultivo dei nomi antartici in onore di E. G. Grant, comandante del Glacier al tempo dell'avvistamento dell'isola.